# Johann Gottfried Hellenbach
Báró Johann Gottfried Hellenbach (1659 körül – Wittenberg, 1728.) orvos.

## Életpályája

### Orvosként
Születésének pontos helye és időpontja vitatott. Valószínűleg körmöci protestáns családban született.  1685-ben már orvosdoktorrá avatták. Miután hazatért, oly sikeresen gyógyított, hogy a «magyar Galenus»-nak (Galenus Hungariae) nevezték. Híre a császári udvarba is eljutott, és  I. Lipót császárt, aki veseköves bántalmakban (nephritis calculosa) szenvedett, betegségéből kigyógyította. I. Lipót őt e szolgálatáért császári-királyi tanácsossá s 1686-ban báróvá tette. 1694-ben a Sooky- és Dombay család Nyitra vármegyei javaiba iktatták be. Birtokaihoz tartozott – többek között -  Helemba (németül Hellenbach). 

### II. Rákóczi Ferenc szolgálatában
II. Rákóczi Ferenc a neje és idősebbik fia gyógyítása alkalmával ismerkedett meg Hellenbachhal. Amint Rákóczi hadaival a bányavárosokat elfoglalta, a hűségesküt tett Hellenbach bányavárosi orvost, egyben az ország egyik legtekintélyesebb tőkés vállalkozóját és gazdasági szakemberét, 1703 október 20-án főadminisztrátorrá nevezte ki a bányák, kohók, kovácsoló műhelyek és pénzverők élére.
Mint bányagróf, Hellenbach csakhamar nagy lendületet adott az egész bányaügynek. A megmerülő tárókból saját találmányú gépeivel emeltette ki a vizet, s részben e rendszabályával, részben pedig a már félrevetett ércsalak teljes kihasználásával, mintegy megkétszerezte az érctermelést, a pénzveretést pedig megtízszerezte. Szmolányi Gábor írja, hogy Hellebach közreműködött idegen pénzek verésében a pénzforgalom számára. „Rákóczi 1705. május 16-án rendeletben utasítja Ajtai Mihályt a nagybányai inspektort , hogy a “féltallérosokat a régi formára, császár képére veresse”. Ezt megelőzően 1705. március 20-án Hellenbach selmeci bányagróf részére is azt az utasítást adta, hogy “sziléziai ón váltására a régi formára veressen pénzt Körmöczbányán”. 
Rákóczi ezen intézkedéseinek a kuruc nemesfémpénzeknek a külföldi kereskedelemben kialakult diszázsiója volt az oka. Bercsényi 1705. május 5-i levelében panaszkodik a fejedelemnek, hogy Morvaországban és Lengyelországban “az országunk fehérpénzét elvenni nem akarják, a forintost 12 garasnál följebb”, s tanácsot is ad a fejedelemnek “A régi pénzt imitálni, vagy valami tallérokat verni nem volna-e jobb?”. Ebből a levélből is kiderül a diszázsió, külföldön a magyar ezüst pénzeket 40%-kal alacsonyabb értéken akarják csak elfogadni, míg az osztrák birodalmi pénzeket értékükön fogadták el. A kurucok rájöttek, hogy a külföldi kereskedelem és a diplomácia biztosítására szükségük van császári pénzekre, melyeket ezeken a területeken értékükön elfogadnak. A fejedelem ezért rendelte el megoldásként a császári pénzek verését a külföldön történő vásárlások finanszírozására.” 
Hellenbach kemény kézzel vezette az akkori nehéz időkben a bányák közigazgatását. 1707-ben a kongó (réz-) pénz miatt, amelyet nem akartak fizetésül elfogadni, fellázadtak a bányamunkások. Hellenbach katonasággal ment ellenük, közéjük lövetett, úgyhogy 40 ember esett el, a többit pedig szuronyokkal űzette az aknákba munkájuk folytatására. 
Sokoldalú erélyes munkássága kiterjedt az országos pénzügyek vezetésére is. Ő vezette a hadsereg és a diplomácia fizetésére vonatkozó számadásokat, sőt, a hadsereg élelmezésének vezetése is jó részben az ő keze közt volt. Gyakorlatilag ő volt Rákóczi pénzügyi és kereskedelmi minisztere. A trencséni vereség (1708) után a bányavárosokat nem lehetett többé megvédeni a császáriak ellen. Hellenbach ekkor összerontatta vízemelőgépeit, ennek következtében a tárók jórészben ismét hasznavehetetlenné váltak, s így maradtak 1711-ig. A protestáns ügyek vezetésében is nevezetes része volt. 1704-ben az ő védelme alatt tartották a cseri konventet. 1707-ben a rózsahegyi zsinaton a dunáninneni konzisztórium világi elnöke volt.

### A szabadságharc bukása után
1711-ben III. Károly visszahívta a Rákóczival Lengyelországba menekült Hellenbachot és ugyancsak bányagróffá nevezte ki. 1721-ben a híres pesti vallásügyi bizottságban mint az evangélikusok delegátusa vett részt.